# Chlorotyczna plamistość liści jabłoni

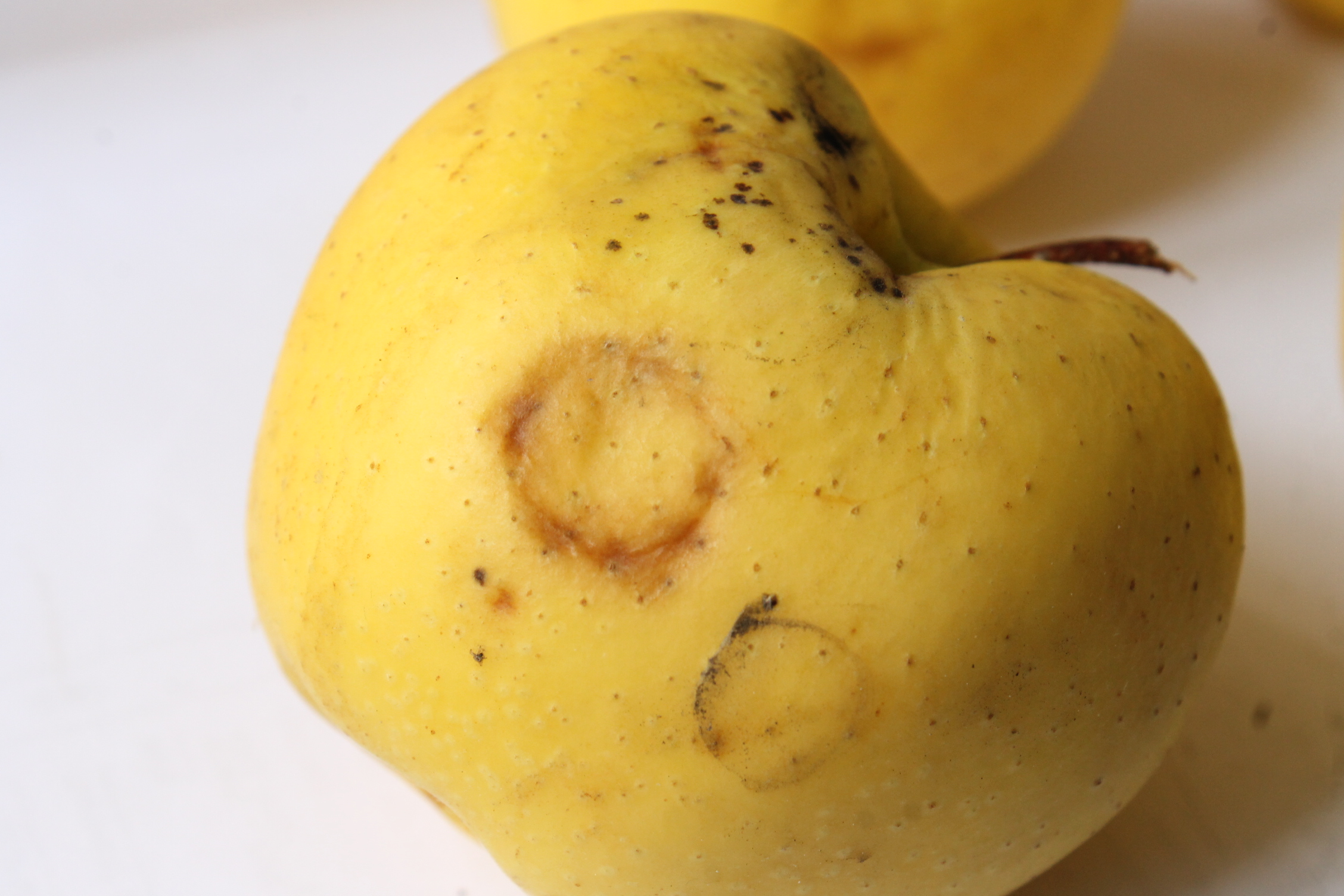
Objawy na jabłku 'Golden Delicious'

Chlorotyczna plamistość liści jabłoni – wirusowa choroba jabłoni wywoływana przez wirusa chlorotycznej plamistości liści jabłoni (Apple chlorotic leaf spot virus, ACLSV).

## Objawy i szkodliwość
ACLSV jest ważnym wirusem infekującym drzewa owocowe. Powoduje poważne straty ekonomiczne w światowej produkcji drzew owocowych należących do rodzajów śliwa (Prunus) i jabłoń (Malus). Wśród roślin uprawianych w Polsce oprócz jabłoni infekuje także gruszę i pigwę powodując u nich mozaikę pierścieniową gruszy i karłowatość pigwy. W innych krajach infekuje także śliwy, morele, czereśnie.
Objawy chlorotycznej plamistości liści jabłoni mogą być bardzo różne i zależą od szczepu wirusa oraz zainfekowanego gatunku lub odmiany gospodarza. U wrażliwych odmian jabłoni na liściach powstają chlorotyczne plamy, pasy lub pierścienie, następuje asymetryczne zniekształcenia liści, przedwczesne opadanie liści, karłowatość, końcowe zamieranie, martwica wewnętrznej kory, wżery ksylemu.
Na jabłoniach ACLSV jest najczęściej w Polsce występującym wirusem. Największe objawy jego porażeniem występują u dzikich gatunków jabłoni i u odmian jabłoni uprawianych pochodzących od Malus pumila var. niedzwietzkyana, Malus purpurea var. lemoine oraz u odmian ‘Krasnyj Standard’, ‘Purple Wave’, ‘Hopa Crab’. U zawirusowanych nim uprawianych odmian jabłoni nie występują objawy choroby, mimo to wpływa on niekorzystnie na wzrost i plonowanie drzew. Wyraźne nasilenie objawów choroby następuje, gdy wirus ten występuje łącznie z wirusem powodującym jamkowatość pnia jabłoni. Wówczas pojawiają się objawy na jabłkach w postaci pierścieniowej plamistości jabłek i nekrozy na liściach i pniu, co u wrażliwych odmian może doprowadzić do obumarcia drzew.

## Epidemiologia
Wirus ACLSV rozprzestrzenia się poprzez zainfekowane oczka, zrazy i podkładki. Nie rozprzestrzenia się przez pyłek, nasiona, nie jest też przenoszony przez mszyce i inne owady
Wirus ACLSV rozpoznaje się poprzez testy biochemiczne i genetyczne oraz za pomocą roślin testowych. Dawniej do wykrywania i identyfikacji ACLSV używano roślin wrażliwych na infekcję tym wirusem. Najczęściej była to jabłoń dzika (Malus sylvestris R 12740-7A), Malus platycarpa i brzoskwinia zwyczajna ‘Elberta’. Od połowy lat 70. XX wieku stosuje się zmodyfikowany test Elisa, rzadziej różne techniki mikroskopii elektronowej. Obecnie stosuje się metody genetyczne, oparte na analizie kwasu rybonukleinowego wirusa. Amplifikuje się go za pomocą łańcuchowej reakcji polimerazy

## Zapobieganie
Porażonych drzew nie można już wyleczyć. Zapobiega się chorobie poprzez sadzenie zdrowych sadzonek. Przy szczepieniu zrazy należy pobierać tylko ze zdrowych drzew. Z zainfekowanych oczek i zrazów można wyeliminować wirusa poddając je działaniu temperatury 37 °C przez 3 tygodnie. Drzewa które wyrosły ze zdrowych sadzonek nie ulegają już zainfekowaniu, gdyż wirus ten nie przenosi się z pyłkiem i nie przenoszą go także mszyce